# Gottfried Rückle

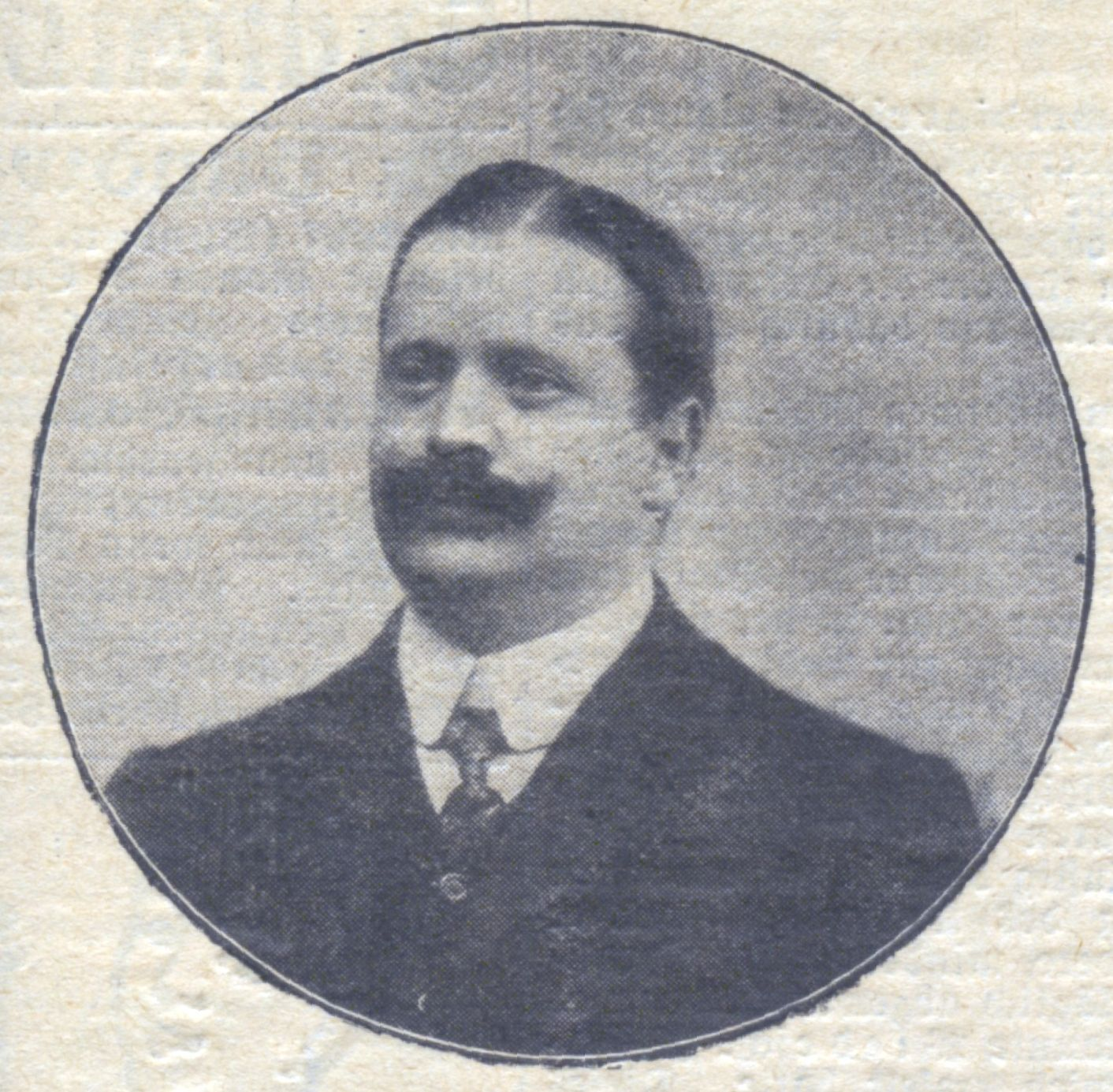
Gottfried Rückle

Gottfried Martin Rückle (* 7. Juni 1879 in Rödelheim; † 1929 ebenda) war ein deutscher Mathematiker und Rechenkünstler.

## Leben
Rückle ging in Frankfurt am Main auf das Gymnasium und wurde 1901 bei David Hilbert in Göttingen mit einer Arbeit über Zahlentheorie promoviert (Die quadratischen Reziprozitätsgesetze in algebraischen Zahlkörpern). Er trat als Rechenkünstler in Varietes auf. Im Ersten Weltkrieg führte er ballistische Rechnungen für das Militär aus.
Rückle hatte ein ausgezeichnetes Zahlengedächtnis, das visuell orientiert war. Er konnte schon mit 12 Jahren alle Primzahlen bis 1000 auswendig. Zum Lernen einer Folge von 204 Ziffern brauchte er 13 Minuten und konnte sie in 78 Sekunden aufsagen.

## Schriften
- Praxis des Zahlenrechnens, Rom‐Verlag, R. Otto Mittelbach, Charlottenburg 1925